# Cornelis Hendrik van Amerom
Cornelis Hendrik van Amerom (Arnhem, 27 décembre 1804 - Leiderdorp, 24 novembre 1874) est un photographe et peintre néerlandais.

## Biographie
Cornelis Hendrik van Amerom était le fils de Hendrik Jan van Amerom (nl) et de Cornelis Hendrik van Amerom. Son père était peintre et directeur d'art d'une école d'Arnhem, la Genootschap Kunstoefening (nl). Cornelis Hendrik van Amerom alla au gymnasium avec l'idée de devenir médecin, mais il arrêta ses études pour se consacrer à l'art, remportant plusieurs prix de dessin et médailles d'or à la Genootschap Kunstoefening. Gijsbert Buitendijk Kuyk (nl), un autre étudiant, était un de ses amis intimes. En 1824, Cornelis Hendrik van Amerom partit poursuivre ses études à l'Académie royale des beaux-arts d'Anvers où enseignaient Guillaume Herreyns et Mathieu-Ignace Van Brée. Il fut suivi un an plus tard par Buitendijk Kuyk et ils habitèrent ensemble à Anvers, puis à Nimègue lorsqu'ils furent tireurs pour la Milice nationale. Ils prirent part à la campagne des Dix-Jours et reçurent la Metalen Kruis 1830-1831 (nl). Après leur service, ils retournèrent à Arnhem où Buitendijk Kuyk devint directeur de la Genootschap Kunstoefening.
En 1834, Cornelis Hendrik van Am partit pour Leyde où il devint peintre portraitiste, où il se maria deux ans plus tard avec Cornelia Hendrika van Amerom, fille de son oncle Dirk Jan van Amerom. Il donna des cours de peinture et rejoignit l'Instituut Noorthey (nl) et devint membre de l'ordre du Lion néerlandais. Il s'essaya à la photographie et au daguerréotype pour trouver un complément de revenus, mais sans grand succès.

## Quelques œuvres

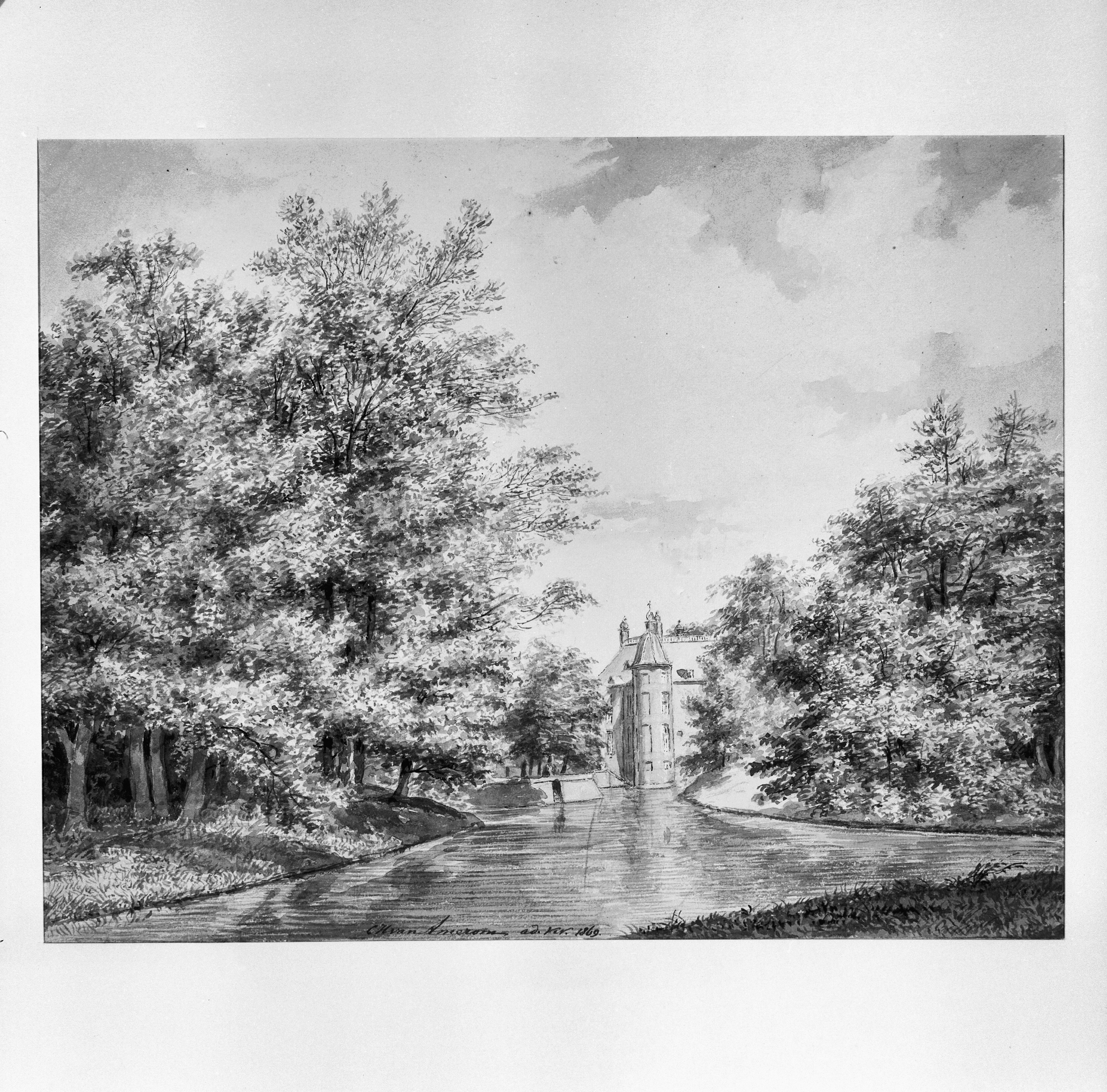
Le château de Biljoen
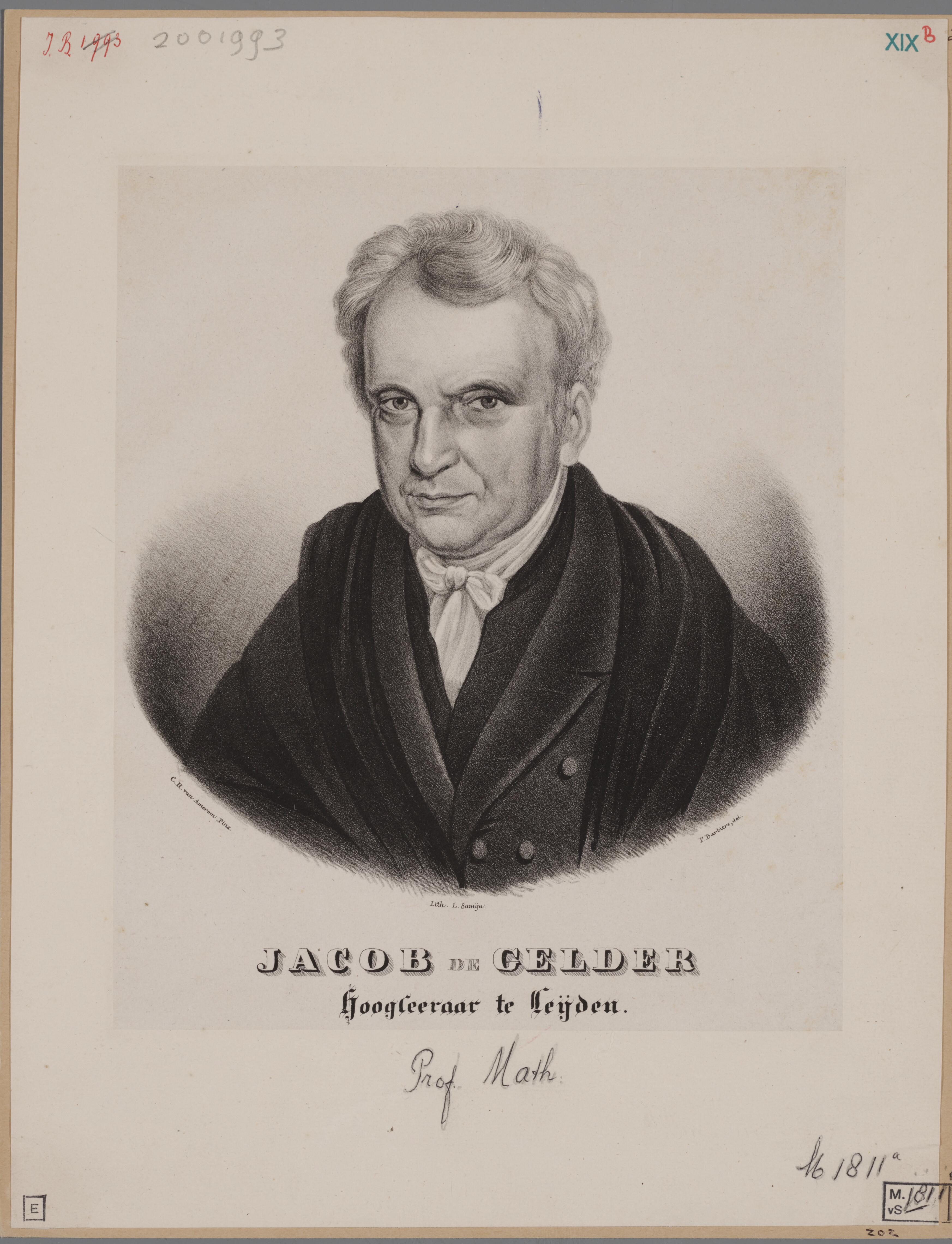
Lithographie d'après une œuvre de Cornelis Hendrik van Amerom